# 鈴鹿御前

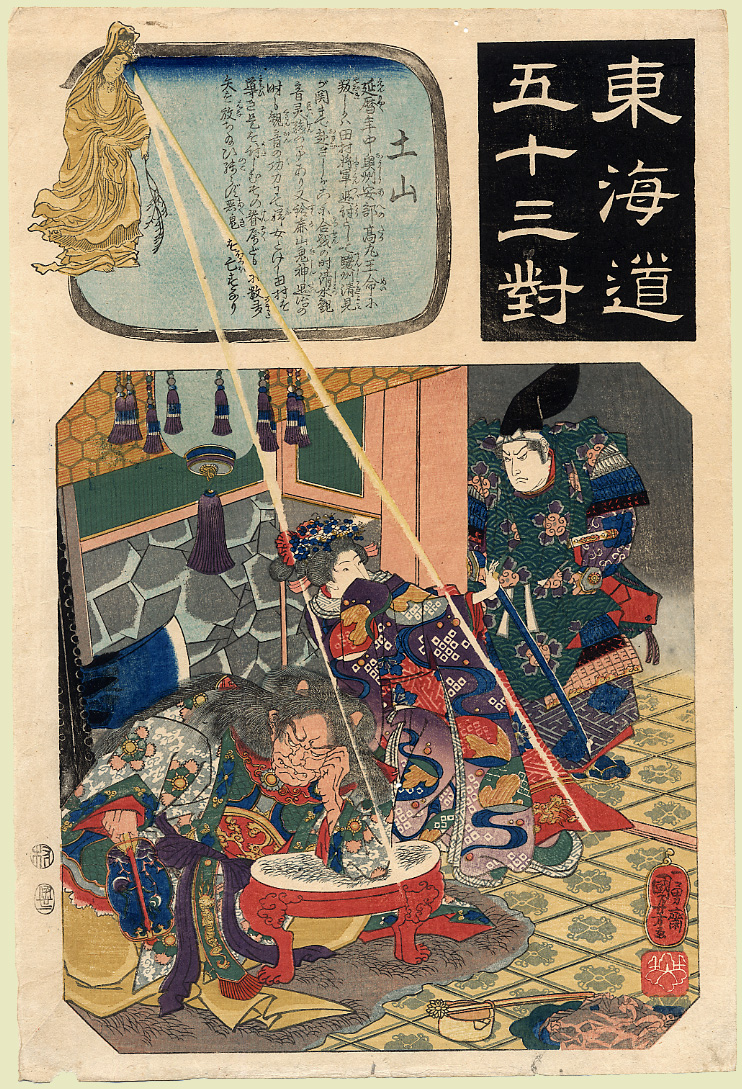
歌川國芳畫『東海道五十三對 土山』 鈴鹿山的鬼神、鈴鹿御前、坂上田村麻呂（左起）

鈴鹿御前（すずかごぜん）是傳說住在伊勢國和近江國的國境鈴鹿山（鈴鹿峠）的女神・天女。也稱鈴鹿姫・鈴鹿大明神・鈴鹿權現・鈴鹿神女等。後世將其和鈴鹿山的盗賊・鬼女立烏帽子（たてえぼし）視為同一人，也稱天之魔焰（第六天魔王之女），和傳承中以平安時代的征夷大將軍・大納言坂上田村麻呂為原型的傳說人物・坂上田村丸結為夫婦。

## 傳說概要
根據室町時代文明18年（1486年）的『壬生家文書』「坂上田村麻呂傳勘文」，物語『鈴鹿之物語（田村之草子）』在此時期成立。御伽草子『立烏帽子』的梗概為「立烏帽子是在近江國鈴鹿山的池中三島營造御殿而居的女盗賊，惡鬼惡黑王之妻，她和前來討伐的田村五郎利成飛箭傳書，以計略打敗惡黑王，和田村結為夫婦」。
現在一般流布的鈴鹿御前傳承大多源自室町時代後期成立的『鈴鹿之物語（田村之草子）』、江戶時代東北地方盛行的奧淨瑠璃演目『田村三代記』的諸多版本。寫本或刊本可見異同之處，諸本大致分為兩類，即女盗賊鈴鹿御前和田村丸經過戰鬥後結婚，再共同打敗大嶽丸等鬼神的「鈴鹿系（古寫本系）」和天女鈴鹿御前為了幫助田村丸，從天而降和田村丸結婚，再共同打敗鬼神大嶽丸的「田村系（流布本系）」。

## 脚注
1. ↑  徳田和夫『お伽草子事典』（東京堂出版、2002年）「立烏帽子」。
2. ↑  阿部 2004，第9頁.
3. ↑  「鈴鹿の草子」（『室町時代物語大成 第7』）、「田村の草子（仮題）」（『室町時代物語大成 補遺2』）

## 關連項目
- 鈴鹿流
- 惡玉姫

## 外部連結
- IT版『亀山市史』